# Aloe pseudorigida
Aloe pseudorigida é uma espécie de liliopsida do gênero Aloe, pertencente à família Asphodelaceae.